# Barbara Boxer
Barbara Levy Boxer (New York, 11 november 1940) is een Amerikaanse politica van de Democratische Partij. Ze was senator voor Californië van 1993 tot 2017, daarvoor was ze Afgevaardigde voor het 6e district van Californië.

## Levensloop
De ouders van Boxer waren Joods. In 1962 studeerde ze af aan Brooklyn College met een diploma in de economie. In datzelfde jaar trouwde zij met Stewart Boxer. Daarna werkte zij een paar jaar op de beurs als broker.
Nadat haar man zijn studie rechten had afgerond, verhuisden ze naar Californië. In de jaren zeventig werkte Boxer als journalist voor de Pacific Sun. In 2005 verscheen van de hand van Boxer de roman A Time to Run.
Nicole Boxer, dochter van Barbara en haar man, trouwde in 1994 met Tony Rodham, de broer van Hillary Clinton. Inmiddels is dat paar al gescheiden.

## Politieke carrière
In 1982 werd Boxer gekozen in het Huis van Afgevaardigden. Tijdens deze periode zou zij zich inzetten voor de vrijheid van abortus, bescherming van het milieu, bescherming van klokkenluiders, mensenrechten, en een hoger budget voor de gezondheidszorg en het onderwijs
In 1993 werd Boxer in de Senaat gekozen. Boxer staat bekend als feministisch. Qua politieke koers wordt zij vaak getypeerd als progressief of liberaal. Zij maakt deel uit van de linkervleugel van haar partij en ligt vaak overhoop met de meer conservatievere groepen. In 2004 maakte zij in het Congres bezwaar tegen uitslag van de staat Ohio bij de presidentsverkiezingen van dat jaar. Zij wilde daarmee aandacht vragen voor de "verschrikkelijk problemen waar het kiessysteem mee kampte”. Het bezwaar van Boxer werd echter massaal weggestemd.
In 1997 aanvaardde de Senaat een resolutie van de hand van Boxer waarin de Taliban niet werd erkend als de officiële overheid van Afghanistan, zolang zij nog mensen- en vrouwenrechten overtrad.
In 2002 stemde zij tegen de oorlog in Irak. Vaak refereert zij daar nog aan als de beste keuze uit haar carrière. Daarnaast is ze een van de grootste critici op het akkoord dat de Verenigde Staten hebben gesloten met India over kernenergie. Zij is van mening dat India geen hulp zou moeten krijgen met de opbouw van kernenergiesector, zolang het nog banden onderhoudt met Iran.
Boxer stemde voor een kinderslot op geweren. Ook stemde ze voor de verlenging voor een federaal verbod op semiautomatische wapen. Ook is Boxer een van de grootste pleitbezorgers voor het recht op een huwelijk tussen leden van de beide sekse.
Voormalig minister van Buitenlandse Zaken Condoleezza Rice is fel onder vuur genomen door Boxer, vanwege haar rol met betrekking tot de oorlog in Irak. In een debat verweet zij Rice dat zij geen idee had wie de prijs zou betalen voor die oorlog. De New York Post en Tony Snow, toenmalig woordvoerder van het Witte Huis zagen dit als een aanval op de persoonlijk integriteit van Rice.
In 2016 besloot zij zich niet opnieuw kandidaat te stellen voor het senatorschap en werd na de senaatsverkiezingen van 8 november 2017 opgevolgd door toenmalig procureur-generaal van Californië, Kamala Harris.
Alabama: Tuberville (R) · Britt (R)
Alaska: Murkowski (R) · Sullivan (R)
Arizona: Kelly (D) · Gallego (D)
Arkansas: Boozman (R) · Cotton (R)
Californië: Padilla (D) · Schiff (D)
Colorado: Bennet (D) · Hickenlooper (D)
Connecticut: Blumenthal (D) · Murphy (D)
Delaware: Coons (D) · Blunt Rochester (D)
Florida: R. Scott (R) · Moody (R)
Georgia: Ossoff (D) · Warnock (D)
Hawaï: Schatz (D) · Hirono (D)
Idaho: Crapo (R) · Risch (R)
Illinois: Durbin (D) · Duckworth (D)
Indiana: Young (R) · Banks (R)
Iowa: Grassley (R) · Ernst (R)
Kansas: Moran (R) · Marshall (R)
Kentucky: McConnell (R) · Paul (R)
Louisiana: Cassidy (R) · Kennedy (R)
Maine: Collins (R) · King (O)
Maryland: Van Hollen (D) · Alsobrooks (D)
Massachusetts: Warren (D) · Markey (D)
Michigan: Peters (D) · Slotkin (D)
Minnesota: Klobuchar (D) · Smith (D)
Mississippi: Wicker (R) · Hyde-Smith (R)
Missouri: Hawley (R) · Schmitt (R)
Montana: Daines (R) · Sheehy (R)
Nebraska: Fischer (R) · Ricketts (R)
Nevada: Cortez Masto (D) · Rosen (D)
New Hampshire: Shaheen (D) · Hassan (D)
New Jersey: Booker (D) · Kim (D)
New Mexico: Heinrich (D) · Luján (D)
New York: Schumer (D) · Gillibrand (D)
North Carolina: Tillis (R) · Budd (R)
North Dakota: Hoeven (R) · Cramer (R)
Ohio: Moreno (R) · Husted (R)
Oklahoma: Lankford (R) · Mullin (R)
Oregon: Wyden (D) · Merkley (D)
Pennsylvania: Fetterman (D) · McCormick (R)
Rhode Island: Reed (D) · Whitehouse (D)
South Carolina: Graham (R) · T. Scott (R)
South Dakota: Thune (R) · Rounds (R)
Tennessee: Blackburn (R) · Hagerty (R)
Texas: Cornyn (R) · Cruz (R)
Utah: Lee (R) · Curtis (R)
Vermont: Sanders (O) · Welch (D)
Virginia: Warner (D) · Kaine (D)
Washington: Murray (D) · Cantwell (D)
West Virginia: Moore Capito (R) · Justice (R)
Wisconsin: Johnson (R) · Baldwin (D)
Wyoming: Barrasso (R) · Lummis (R)
(D): Democraat · (R): Republikein · (O): Onafhankelijk
- International Standard Name Identifier: 0000 0000 3543 1012
- Library of Congress Control Number: n93084010
- Nationale Bibliotheek van Tsjechië: mzk2005279220
- Nationale Bibliotheek van Israël: 987007333581605171
- SNAC: w6jv0frn
- Biographical Directory of the United States Congress: B000711
- Virtual International Authority File: 31212491
- WorldCat: E39PBJj8KVJ4VrJ76TcFxdKrv3